# Cercyonis oetus
Cercyonis oetus là một loài bướm ngày thuộc họ Nymphalidae. Nó được tìm thấy ở miền đông Bắc Mỹ.
Sải cánh dài 32–45 mm. Con trưởng thành bay từ tháng 6 đến tháng 8 làm một đợt.
Ấu trùng ăn nhiều loại cỏ.

## Subpspecies
There are four recognised subspecies:
- Cercyonis oetus oetus
- Cercyonis oetus charon
- Cercyonis oetus silvestris
- Cercyonis oetus pallescens